# ميريدين
ميريدين هي بلدة، في أستراليا، تقع في أستراليا الغربية، بلغ عدد سكانها 2,850  نسمة وذلك حسب إحصائيات سنة 2016، رمزها البريدي هو 6415.

## المناخ
يظهر الجدول التالي التغييرات المناخية على مدار السنة لميريدين:
| البيانات المناخية لـميريدين              | البيانات المناخية لـميريدين | البيانات المناخية لـميريدين | البيانات المناخية لـميريدين | البيانات المناخية لـميريدين | البيانات المناخية لـميريدين | البيانات المناخية لـميريدين | البيانات المناخية لـميريدين | البيانات المناخية لـميريدين | البيانات المناخية لـميريدين | البيانات المناخية لـميريدين | البيانات المناخية لـميريدين | البيانات المناخية لـميريدين | البيانات المناخية لـميريدين |
| الشهر                                    | يناير                       | فبراير                      | مارس                        | أبريل                       | مايو                        | يونيو                       | يوليو                       | أغسطس                       | سبتمبر                      | أكتوبر                      | نوفمبر                      | ديسمبر                      | المعدل السنوي               |
| ---------------------------------------- | --------------------------- | --------------------------- | --------------------------- | --------------------------- | --------------------------- | --------------------------- | --------------------------- | --------------------------- | --------------------------- | --------------------------- | --------------------------- | --------------------------- | --------------------------- |
| متوسط درجة الحرارة الكبرى °م (°ف)        | 33.7 (92.7)                 | 33.0 (91.4)                 | 30.2 (86.4)                 | 25.3 (77.5)                 | 20.6 (69.1)                 | 17.2 (63.0)                 | 16.3 (61.3)                 | 17.2 (63.0)                 | 20.4 (68.7)                 | 24.6 (76.3)                 | 28.4 (83.1)                 | 31.9 (89.4)                 | 24.9 (76.8)                 |
| متوسط درجة الحرارة الصغرى °م (°ف)        | 17.7 (63.9)                 | 17.9 (64.2)                 | 16.1 (61.0)                 | 12.7 (54.9)                 | 8.9 (48.0)                  | 6.8 (44.2)                  | 5.6 (42.1)                  | 5.4 (41.7)                  | 6.7 (44.1)                  | 9.5 (49.1)                  | 13.0 (55.4)                 | 15.7 (60.3)                 | 11.3 (52.3)                 |
| الهطول مم (إنش)                          | 13.8 (0.54)                 | 15.6 (0.61)                 | 20.5 (0.81)                 | 23.5 (0.93)                 | 41.2 (1.62)                 | 50.3 (1.98)                 | 51.0 (2.01)                 | 39.0 (1.54)                 | 25.8 (1.02)                 | 18.2 (0.72)                 | 13.9 (0.55)                 | 13.8 (0.54)                 | 326.5 (12.85)               |
| متوسط الأيام الممطرة                     | 1.7                         | 1.7                         | 2.5                         | 3.1                         | 5.7                         | 7.9                         | 8.6                         | 7.4                         | 4.8                         | 3.5                         | 2.3                         | 1.7                         | 50.9                        |
| المصدر: Australian Bureau of Meteorology |                             |                             |                             |                             |                             |                             |                             |                             |                             |                             |                             |                             |                             |

## أعلام
- تالي بيفيلاكوا
- ساندرا سميث
- دون راندال
- نيكول ترونفيو
- توم هوغن